# Caio Lúcio Telesino
Caio Lúcio Telesino (em latim: Gaius Luccius Telesinus) foi um senador romano eleito cônsul em 66 com Caio Suetônio Paulino. Na "Vida de Apolônio", de Filóstrato, Telesino aparece como um cônsul piedoso conversando com Apolônio de Tiana. Ele permite que Apolônio entre nos templos romanos, que os reformasse e que vivesse neles durante sua estadia. Segundo Filóstrato, Telesino estudou filosofia com Apolônio.